# The Singles 1986–1995
A The Singles 1986–1995 az angol Duran Duran második zenei díszdoboza, amely 14 CD-ből áll és 2004. szeptember 13-án jelent meg az EMI-n keresztül. A Notorious (1986) és a Thank You (1995) közötti időszakot öleli fel.
Sok dal, B-oldal és alternatív verzió most először jelent meg CD formátumban.
Több remix is hiányzott a kollekcióból, de a legfeltűnőbb hiányosságok a négy B-oldal, amelyek a Come Undone kislemez különböző verzióin szerepeltek 1993-ban:
- Falling Angel
- Time for Temptation
- Stop Dead
- To the Shore (Remix)

A To the Shore eredetileg az együttes első albumán, a Duran Duran-on (1981) jelent meg, de a hanglemezek hosszának korlátozottságai miatt. Amikor az album 1983-ban újra megjelent, az új kislemez az Is There Something I Should Know? szerepelt helyette.

## Tartalma
- CD 1: Notorious (1986)

1. Notorious (45 Mix)
2. Winter Marches On
3. Notorious (Extended Mix)
4. Notorious (Latin Rascals Mix)

- CD 2: Skin Trade (1987)

1. Skin Trade (Radio Cut)
2. We Need You
3. Skin Trade (Stretch Mix)
4. Skin Trade (Album version)

- CD 3: Meet El Presidente (1987)

1. Meet El Presidente (7 Remix)
2. Vertigo (Do The Demolition)
3. Meet El Presidente
4. Meet El Presidente (Meet El Beat)

- CD 4: I Don't Want Your Love (1988)

1. I Don’t Want Your Love (7 Mix)
2. I Don’t Want Your Love (Album version)
3. I Don’t Want Your Love (Big Mix)

- CD 5: All She Wants Is (1988)

1. All She Wants Is (45 Mix)
2. I Believe/All I Need To Know
3. All She Wants Is (US Master Mix)
4. All She Wants Is (Euro Dub Mix)
5. Skin Trade (Parisian Mix)

- CD 6: Do You Believe In Shame? (1989)

1. Do You Believe In Shame?
2. The Krush Brothers LSD Edit
3. God (London)
4. This Is How A Road Gets Made
5. Palomino (Edit)
6. Drug (Original Version)
7. Notorious (Live – Ahoy Rotterdam 1987)

- CD 7: Burning The Ground (1989)

1. Burning The Ground
2. Decadance
3. Decadance (2 Risk E Remix 12)

- CD 8: Violence Of Summer (1990) - 33:47

1. Violence Of Summer (7 Mix) – 3:30
2. Violence Of Summer (The Story Mix) – 3:18
3. Violence Of Summer (Power Mix) – 4:56
4. Violence Of Summer (Album version) – 4:20
5. Violence Of Summer (The Rock Mix) – 4:23
6. Violence Of Summer (The Dub Sound Of A Powerful Mix) – 4:45
7. Violence Of Summer (Power Cutdown) – 4:01
8. Throb – 4:25

- CD 9: Serious - 16:27

1. Serious (Single Version) – 3:56
2. Yo Bad Azizi – 3:03
3. Water Babies – 5:35
4. All Along The Water – 3:47

- CD 10: Ordinary World (1993) - 36:38

1. Ordinary World (Single version) – 4:43
2. My Antarctica – 5:00
3. Ordinary World – 5:39
4. Save A Prayer (single version) – 5:25
5. Skin Trade – 4:25
6. The Reflex (7 version) – 4:25
7. Hungry Like The Wolf (130 B.P.M. version) – 3:25
8. Girls On Film – 3:30

- CD 11: Come Undone (1993) - 41:15

1. Come Undone (Edit) – 4:15
2. Ordinary World (Acoustic version) – 5:05
3. Come Undone (FGI Thumpin’ 12) – 8:14
4. Come Undone (La Fin De Siecle) – 5:25
5. Come Undone (Album version) – 4:31
6. Rio (Album version) – 5:33
7. Is There Something I Should Know? – 4:05
8. A View To A Kill – 3:33

- CD 12: Too Much Information (1993) - 60:22

1. Too Much Information (Album version) – 4:56
2. Come Undone (live) – 7:35
3. Notorious (live) – 5:31
4. Too Much Information (Ben Chapman 12 Mix) – 6:18
5. Drowning Man (D:Ream 12 mix) – 6:29
6. Drowning Man (Ambient Mix) – 6:45
7. Too Much Information (Ben Chapman Instrumental 12 Mix) – 6:00
8. Too Much Information (Deptford Dub) – 6:01
9. Too Much Information (Album version edit) – 3:59
10. Come Undone (12 Mix Comin’ Together) – 7:21

- CD 13: Perfect Day (1995) - 30:25

1. Perfect Day – 3:53
2. Femme Fatale (Alternative Mix) – 4:14
3. Love Voodoo (Remix) – 7:36
4. The Needle and the Damage Done – 2:03
5. 911 Is A Joke (Alternate version) – 3:49
6. Make Me Smile (Come Up And See Me) – 4:56
7. Perfect Day (Acoustic version) – 3:44

- CD 14: White Lines (1995) - 39:52

1. White Lines (Album version) – 5:26
2. Save A Prayer (Single version) – 5:25
3. None Of The Above (Drizabone mix) – 4:38
4. White Lines (70's Club Mix) – 7:56
5. White Lines (Oakland Fonk Mix) – 5:30
6. White Lines (Junior Vasquez Mix) – 5:37
7. Ordinary World (Acoustic version – Simon Mayo Show) – 5:16

## Slágerlisták
| Slágerlista (2004) | Legmagasabb pozíció |
| ------------------ | ------------------- |
| Olaszország (FIMI) | 19                  |

## Kiadások
A Discogs adatai alapján.
| Régió                      | Év   | Formátum | Kiadó           |
| -------------------------- | ---- | -------- | --------------- |
| Európa, Egyesült Királyság | 2004 | CD, RE   | EMI             |
|                            | 2004 | CD, RE   | Capitol Records |